# Kočín-Lančár
Kočín-Lančár (Hongaars:Köcsény-Lancsár) is een Slowaakse gemeente in de regio Trnava, en maakt deel uit van het district Piešťany.
Kočín-Lančár telt 521 inwoners.